# Karol Dominik Witkowski

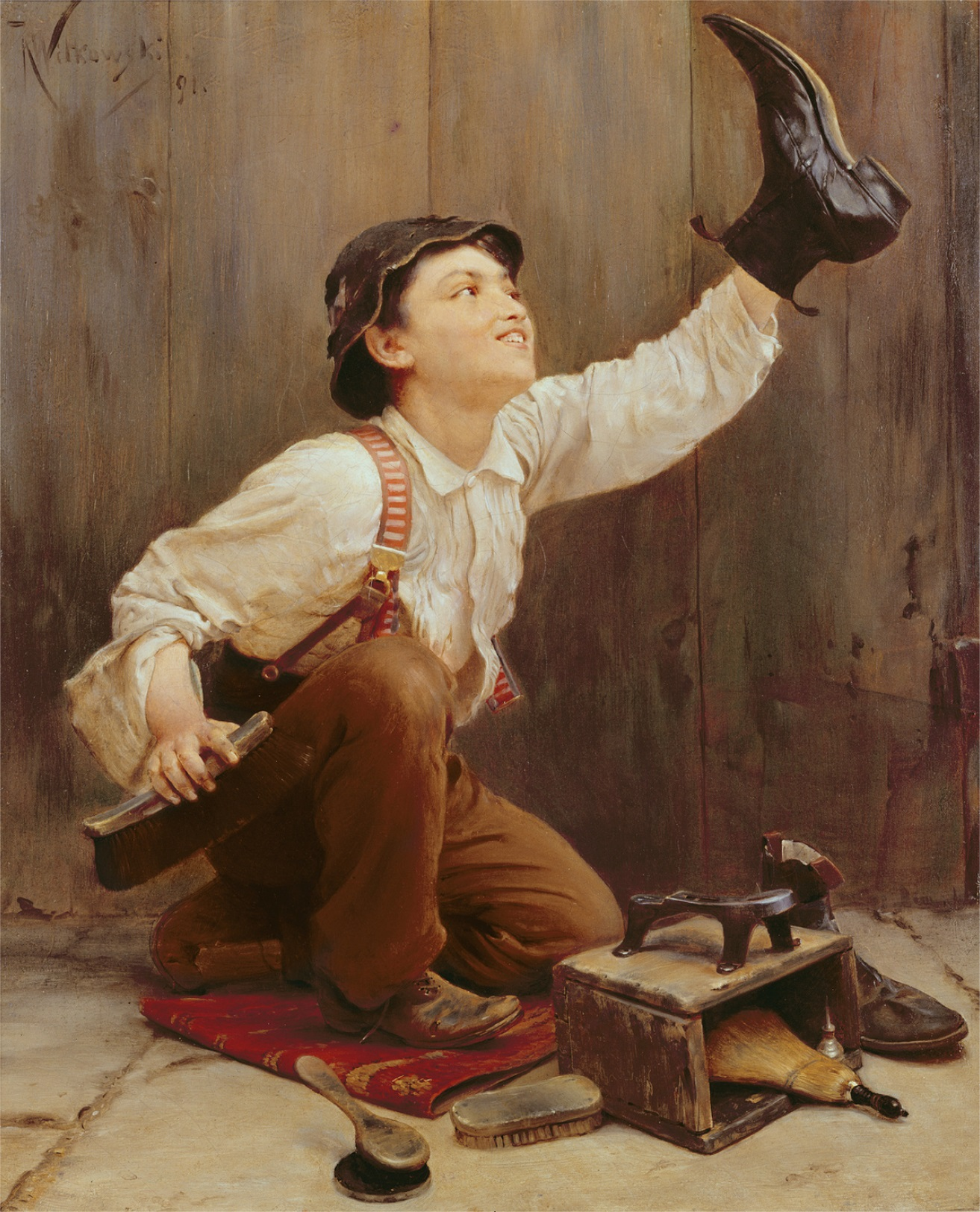
Shoeshine Boy (Czyścibut), 1891

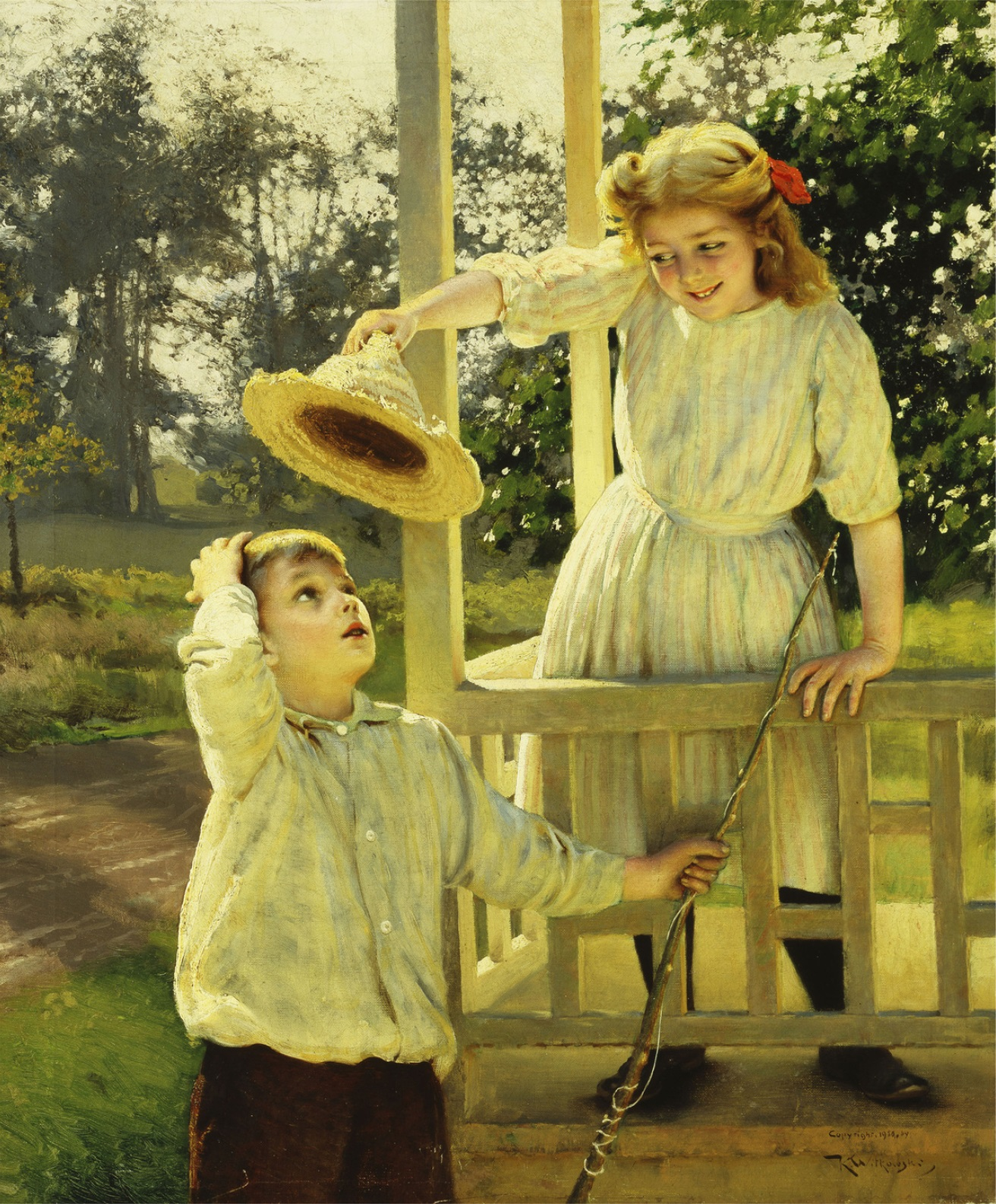
The Flirt (Zaloty), 1910

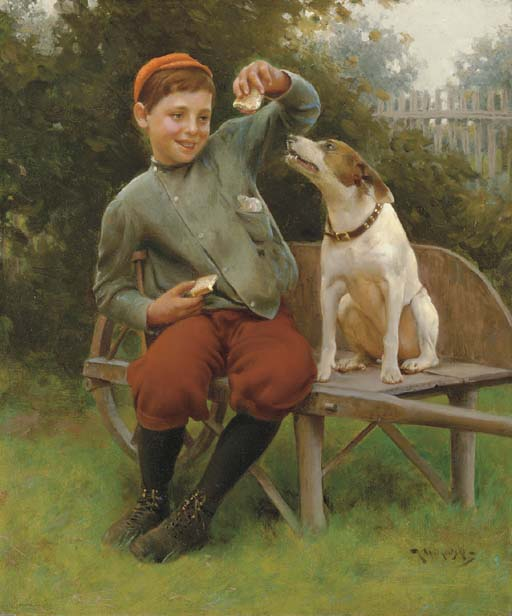
Teasing my Best Friend (Drażniąc Mojego Najlepszego Przyjaciela)

Karol Dominik Witkowski, w USA jako Karl Witkowski (ur. 16 sierpnia 1860 w Jazłowcu, zm. 17 maja 1910 w Newark) – malarz portrecista. Połowę swojego życia spędził na emigracji w USA (w latach 1884–1887 oraz 1889-1910), gdzie znany był głównie z obrazów dzieci, w szczególności uboższych dzieci z przedmieść Newark. Jego portrety ukazywały dzieci w trakcie ich codziennych zajęć, zabaw lub prac zarobkowych w charakterze gazeciarzy czy czyścibutów. Nierzadko pozującym towarzyszyły zwierzęta.

## Wczesne lata
Karol Witkowski wychowywał się w Jazłowcu. Do szkoły uczęszczał w niedalekim Czortkowie. W wieku 19 lat został zwerbowany do austriackiej armii (Jazłowiec w Galicji należał do zaboru austriackiego). Od wczesnych lat był utalentowanym grafikiem. Swój debiut zareprezentował już w wojsku. Do portretów pozowali mu wysocy rangą dowódcy austriaccy. Jednym z nich był książę Wilhelm Wirtemberski, główny dowódca Korpusu we Lwowie. Do portretu pozował także generał Salomon of Friedberg, czeski malarz dzieci. W 1880 roku Karol opuścił armię. W 1881 rozpoczął naukę malarstwa w Szkole Sztuk Pięknych w Krakowie, gdzie jako uczeń Jana Matejki przebywał do 1883 roku. Na krótko po wyjściu z wojska Witkowski uczył się również w Monachium w pracowni Carla Theodora von Piloty’ego. Jesienią 1882 r. podjął studia w akademii monachijskiej (Techn. Malklasse: od 18 X 1882 r.)
Podobnie jak wielu innych Polaków, w roku 1884 Karol Witkowski opuścił Polskę i zamieszkał w Nowym Jorku.

## Życie na emigracji

### Początkowy pobyt w Stanach Zjednoczonych i Francji
Karol Witkowski przebywał w Stanach Zjednoczonych przez 3 lata. W tym czasie powstały jego pierwsze malowidła dzieci.
W 1887 wyjechał do Francji, gdzie w latach 1887–1888 studiował malarstwo na Académie Julian w Paryżu. Podczas pobytu w Paryżu namalował szereg obrazów, wśród nich Matka z Dziećmi (1887) oraz Portret Tomasza Milatyckiego (1889). Zwykle obrazy wykonane w Paryżu artysta podpisywał sygnaturą „K.D. Witkowski” i wystawiał je na paryskich galeriach pod nazwiskiem Charles, Dominique Witkowski. Malarz wystawiał swoje obrazy również w Krakowie, były to Zaczytana (1883), Przed Wystawą Sklepową (1885), Portret Mężczyzny (1888) i Złota Para (1889).

### Pobyt w Stanach Zjednoczonych od 1889 roku
W 1889 Karol Witkowski wrócił do Stanów Zjednoczonych. Do 1891 roku mieszkał w Nowym Jorku, a następnie przez 19 lat, aż do śmierci, w Newark i jego okolicach (Irvington, Vailsburg i South Orange). Przez jakiś czas posiadał własne studio w Brooklynie. Witkowski stał się popularnym malarzem w USA dzięki stylowi swoich dzieł malarskich. W latach 1891–1910 wystawiał swoje prace na galeriach i aukcjach Nowego Jorku. Malował portrety miejscowej elity, m.in. biskupa Brooklynu Charlesa Edwarda McDonnella. Największą popularność przyniosły mu obrazy dzieci z ulic Newarku, których namalował ponad 200. Od roku 1900 większość jego obrazów posiadała prawa autorskie. Karol Witkowski zmarł w 1910 roku na zakażenie krwi.